# Estación de Le Vert de Maisons
La estación de Le Vert de Maisons es una estación ferroviaria francesa de la línea de París Lyon a Marsella-Saint-Charles, ubivada en los municipios de Alfortville y de Maisons-Alfort, en el barrio de Vert de Maisons, en el departamento de Valle del Marne, de la región Isla de Francia.
En 2014, según las estimaciones de la SNCF, el uso anual de la estación es de 3 531 600 viajeros.

## Servicios para viajeros

### Recepción

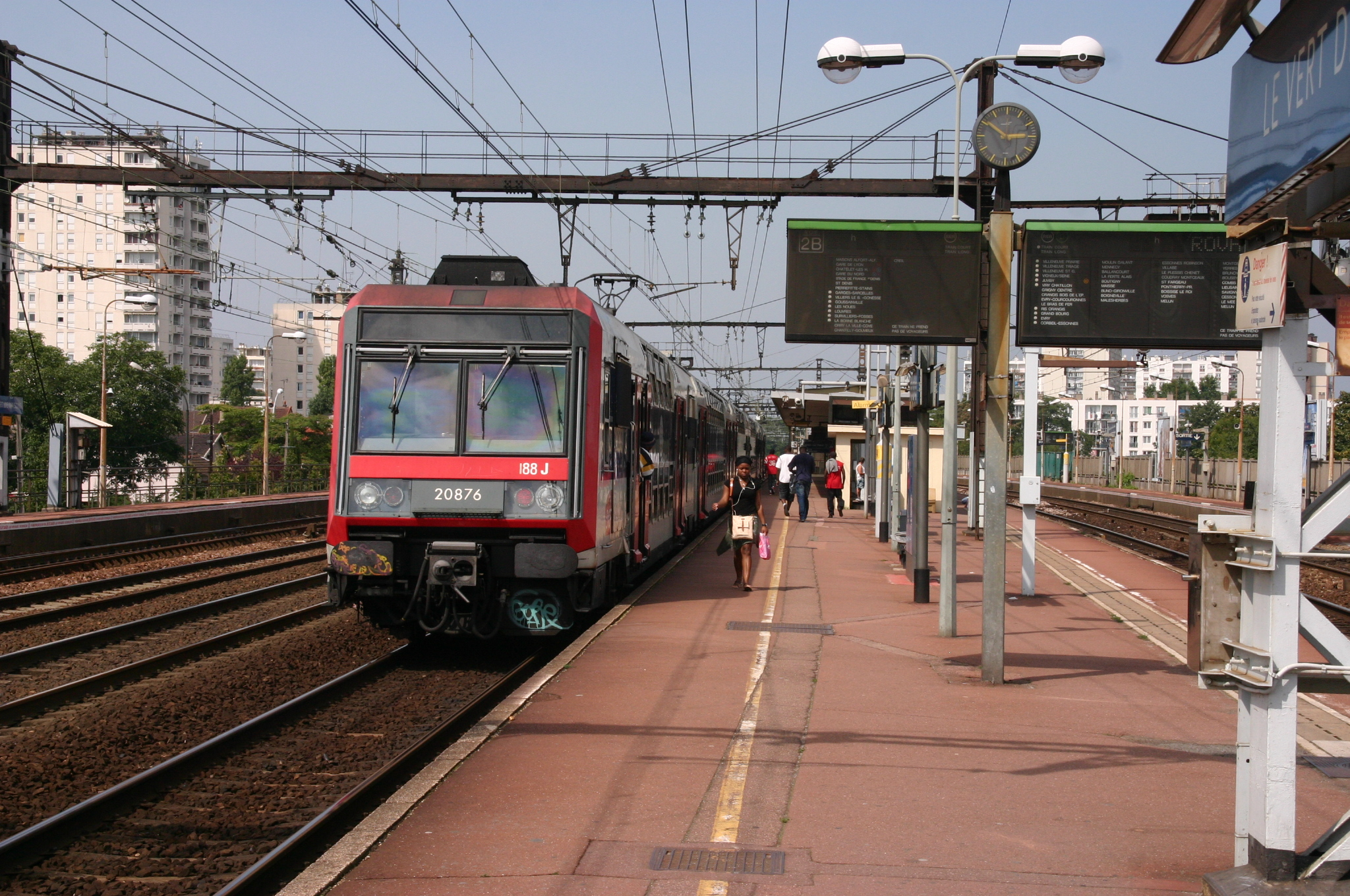
Un tren en la estación.

La estación no posee ningún edificio para viajeros; un abrigo cerrado se construyó sobre el andén central en los años 1970, pero posteriormente fue desmontado. Se ubicó un toldo que cubre la mayor parte del andén central. Las taquillas se encuentran en un paso subterráneo que permite el acceso a los andenes y que comunica Maisons-Alfort con Alfortville. 

Como se trata de un pasaje público, los torniquetes de acceso se encuentran ubicadas al pie de las escaleras que suben al andén. Un subterráneo secundario más antiguo, que ha conservado su aspecto de origen con piedras falsas, conecta también Maisons-Alfort y Alfortville; es más profundo y más estrecho que el subterráneo principal, y en él no hay torniquetes, sino que éstos se encuentran en el andén.

### Servicio
Por la estación pasan los trenes de la línea D del RER. En 2003, su uso se estimaba 2.500 y 7.500 viajeros por día.

### Intermodalidad
Por la estación pasa la línea 181 de RATP y las líneas N132 y N134 de la cobertura Noctilien.

## Proyectos
Se espera que para 2022 se haya construido una estación de la nueva Línea 15 del Metro de París.